# Encephalartos ghellinckii
Encephalartos ghellinckii — вид голонасінних рослин класу саговникоподібні (Cycadopsida).
Етимологія: вшанування Еда де Ґхеліка де Валле (Ed de Ghellink de Walle), бельгійського садівника й любителя ботаніки 19-го століття.

## Опис
Рослини деревовиді; стовбур 3 м заввишки, 30–40 см діаметром. Листки довжиною 100 см, темно-зелені або синьо-зелені, тьмяні, хребет жовтуватий, прямий, жорсткий; черешок загнутий, без колючок. Листові фрагменти лінійні; середні — 8–14 см завдовжки, шириною 2–4 мм. Пилкові шишки 1–5, вузько яйцеподібні, жовті, довжиною 20–25 см, 6–8 см діаметром. Насіннєві шишки 1–5, яйцевиді, жовті, довжиною 20–25 см, 12–15 см діаметром. Насіння довгасте, довжиною 25–30 мм, шириною 15–20 мм, саркотеста жовта.

## Поширення, екологія
Країни поширення: ПАР (Східна Капська провінція, Квазулу-Наталь). Росте на висотах від 700 до 2400 м над рівнем моря. Середовище проживання варіюється від гірських луків до скелястих оголень у скелях з пісковиків. Клімат м'яко спекотний влітку. Зима дуже холодна зі снігом на великих висотах. Прибережні райони мають м'який зимовий клімат.

## Загрози та охорона
Головна загроза для цього виду збір для декоративних цілей. Занадто часті пожежі можуть вплинути на певні групи населення. Популяції захищені в англ. uKhahlamba Drakensberg Park та англ. Mpendle Nature Reserve.